# Jan Zientarski

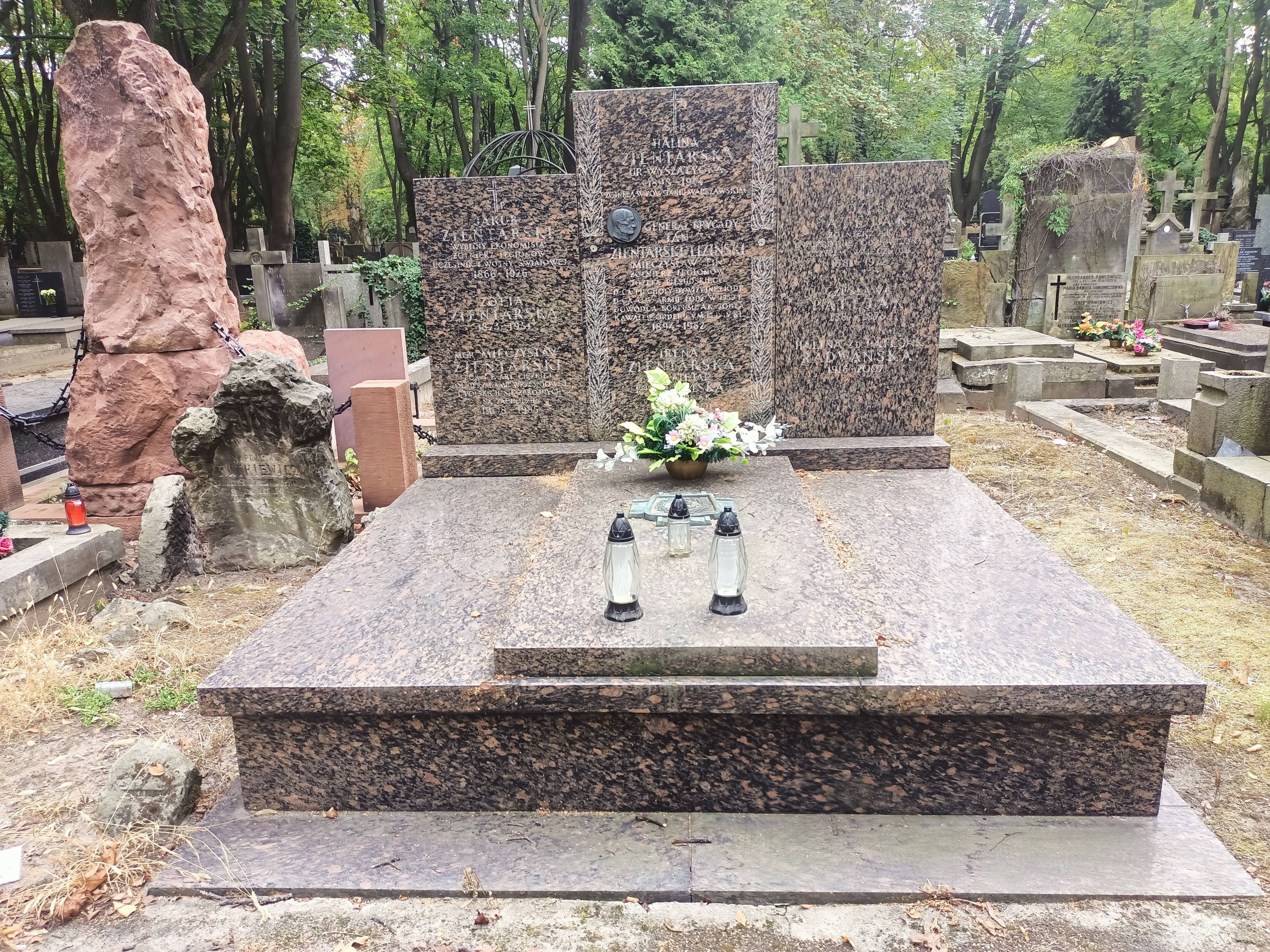
Grób Jana Zientarskiego Lizińskiego i Jakuba Zientarskiego na Cmentarzu Powązkowskim

Jan Zientarski (ur. 24 października 1894 w Niegradowie, zm. 4 maja 1982 w Warszawie) – pułkownik piechoty Wojska Polskiego, działacz niepodległościowy, kawaler Orderu Virtuti Militari, uczestnik wojny polsko-bolszewickiej, kampanii wrześniowej, akcji „Burza”, ofiara represji komunistycznych.

## Życiorys
Urodził się 24 października 1894 we wsi Niegardów, w ówczesnym powiecie miechowskim guberni kieleckiej, w rodzinie Jakuba (1866–1926) i Zofii z Pytlińskich (1873–1951). Był starszym bratem Stanisława, ps. „Stanisław Klawiec” (ur. 6 września 1899), żołnierza 1 pułku piechoty Legionów Polskich, zaginionego w lipcu 1916 pod Kostiuchnówką, pośmiertnie odznaczonego Krzyżem Niepodległości.
Był żołnierzem II Brygady Legionów, dwukrotnie rannym. Uczestniczył w wojnie polsko-bolszewickiej.
W 1921 został przeniesiony do 11 pułku piechoty w Tarnowskich Górach. 3 maja 1922 został zweryfikowany w stopniu majora ze starszeństwem od 1 czerwca 1919 i 377. lokatą w korpusie oficerów piechoty. 10 lipca 1922 został zatwierdzony na stanowisku dowódcy batalionu. Dowodził II batalionem 11 pp, detaszowanym w Będzinie. W maju 1927 został przeniesiony do 10 pułku piechoty w Łowiczu na stanowisko zastępcy dowódcy pułku, a w kwietniu 1928 na takie samo stanowisko do 25 pułku piechoty w Piotrkowie. W listopadzie 1929 został przeniesiony do 13 pułku piechoty w Pułtusku na stanowisko dowódcy pułku. 10 grudnia 1931 prezydent RP nadał mu stopień pułkownika ze starszeństwem z 1 stycznia 1932 i 8. lokatą w korpusie oficerów piechoty. 18 października 1935 został mianowany dowódcą piechoty dywizyjnej 10 Dywizji Piechoty w Łodzi.
W czasie kampanii wrześniowej był dowódcą Oddziału Wydzielonego nr 1 10 DP, Armii „Łódź” złożonego z 28 pp, 10 pal bez 3 baterii, 91 kompanii czołgów TK. Po bojach osłaniających odwrót 10 DP, jego oddział został rowiązany a on przekroczył granicę węgierską i został internowany w obozie w Vámosmikola. W maju 1941 r. udało mu się uciec z niewoli i dotrzeć do Budapesztu, gdzie zamieszkał pod nazwiskiem Jan Racięski. Działał w Obozie Polski Walczącej. Był dowódcą komórki przerzutowej, w ramach której organizował m.in. przerzut  marszałka Edwarda Rydza-Śmigłego do Polski był także uczestnikim jego pogrzebu. Po śmierci Rydza-Śmigłego działał w Obozie Polski Walczącej. Od 1943 był inspektorem Komendy Głównej Armii Krajowej. W sierpniu 1944 został dowódcą Korpusu Kieleckiego "Jodła". W związku z rozkazem gen. Tadeusza Komorowskiego z 14 sierpnia 1944 r. o udzieleniu pomocy walczącej Warszawie, nakazał koncentrację oddziałów okręgu w rejonie Przysucha-Niekłań (krypt. „Zemsta”). 23 sierpnia, podczas odprawy dowódców podległych sobie oddziałów, podjął decyzję o przerwaniu marszu na pomoc Warszawie. W połowie stycznia 1945 r. płk Zientarski uczestniczył w odprawie z udziałem gen. Leopolda Okulickiego, który poinformował o rozwiązaniu AK przy równoczesnym zachowaniu kadrowej konspiracji niepodległościowej.
24 lipca 1946 r. płk Zientarski został aresztowany w Sosnowcu, a następnie przewieziony do Warszawy. Od połowy sierpnia przetrzymywany był w więzieniu mokotowskim. Władze bezpieczeństwa uznały go za czołowego działacza WiN-u. Proces płk. Zientarskiego i jego dwóch podkomendnych, Franciszka Polkowskiego i Jana Dąbrowskiego, odbył się w maju i czerwcu 1947 r. Został skazany na trzy i pół roku więzienia. Po opuszczeniu zakładów karnych (Warszawa-Mokotów i Wronki) pracował m.in. w „Słowie Powszechnym” oraz w Zjednoczonych Zespołach Gospodarczych „Inco”. Działał w środowisku kombatantów, legionistów i członków Armii Krajowej. Zmarł w Warszawie 4 maja 1982 i został pochowany na cmentarzu Powązkowskim.
Był dwukrotnie żonaty. Pierwsza żona Halina Waleria z Wyszatyckich (1898–1944), zginęła w czasie powstania warszawskiego. Po raz drugi ożenił się z Ireną Patejak primo voto Derulską (1914–2001), porucznikiem Armii Krajowej.
W październiku 1990 dotychczasowa ulica Pawła Findera w Radomiu została przemianowana na ulicę płk. Jana Zientarskiego.

## Ordery i odznaczenia
- Krzyż Złoty Orderu Wojennego Virtuti Militari – 13 września 1939 „za wykazane męstwo i zasługi wybitne w dowodzeniu”[28]
- Krzyż Srebrny Orderu Wojskowego Virtuti Militari nr 875[b] – 17 maja 1921[29][30]
- Krzyż Niepodległości – 20 styczniaw 1931 „za pracę w dziele odzyskania niepodległości”[31][32][33][34]
- Krzyż Oficerski Orderu Odrodzenia Polski – 11 listopada 1935 „za zasługi w służbie wojskowej”[35][36]
- Krzyż Walecznych czterokrotnie[37]
- Złoty Krzyż Zasługi[37][38]
- Medal Pamiątkowy za Wojnę 1918–1921[39]
- Medal Dziesięciolecia Odzyskanej Niepodległości[39]
- łotewski Medal Pamiątkowy 1918-1928 – 6 sierpnia 1929[40]